# Siebener-Rugby

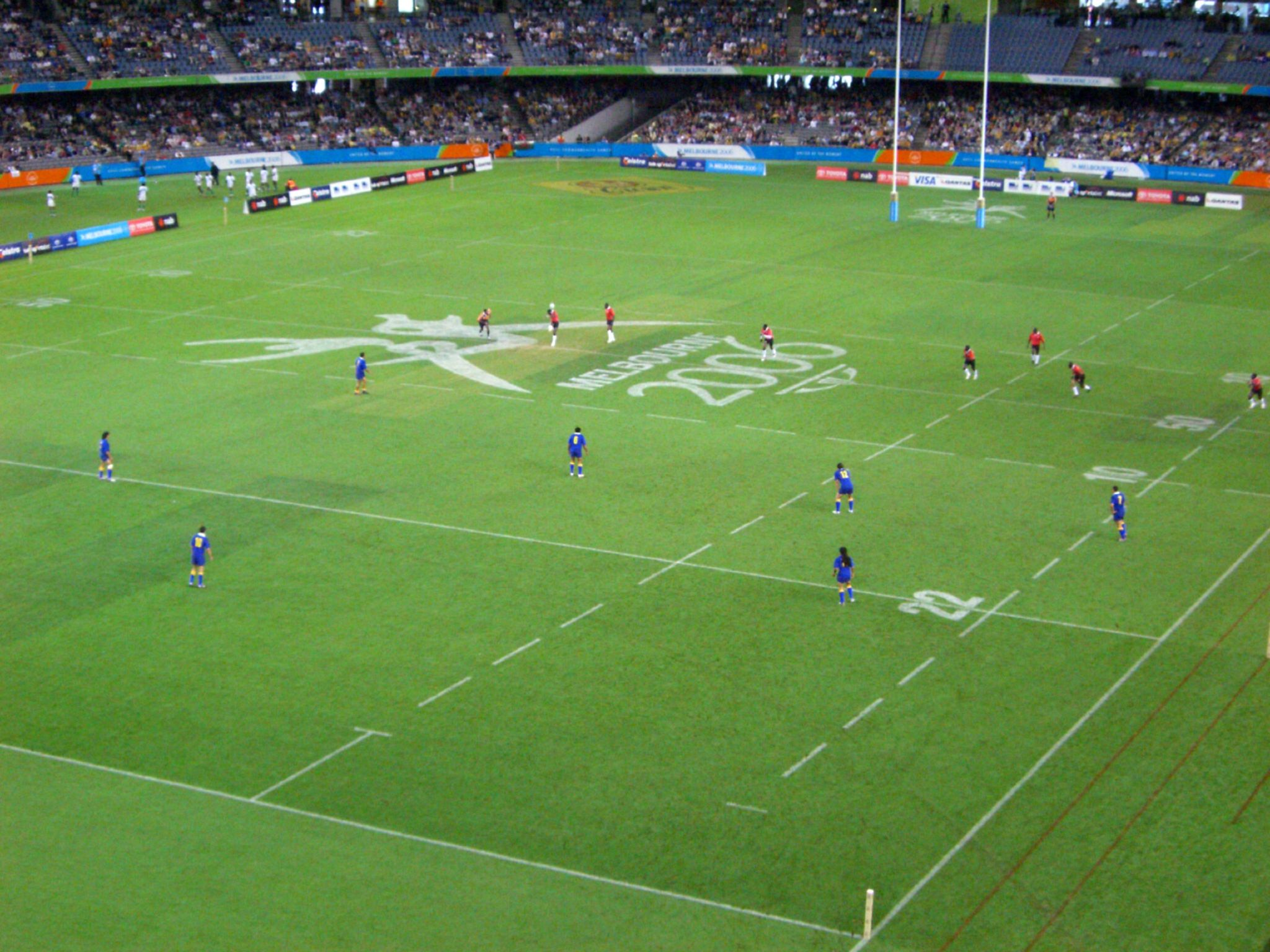
Standardaufstellung beim Siebener-Rugby während eines Turnierspiels

Siebener-Rugby (auch 7er-Rugby, englisch Rugby Sevens) ist ein Sport aus der Familie der Rugby-Sportarten und wurde 2016 in das Programm der Olympischen Spiele aufgenommen. Er entstand aus dem klassischen Rugby Union und wird, im Gegensatz zur herkömmlichem Variante, mit nur 7 statt 15 Spielern gespielt.

## Regeln

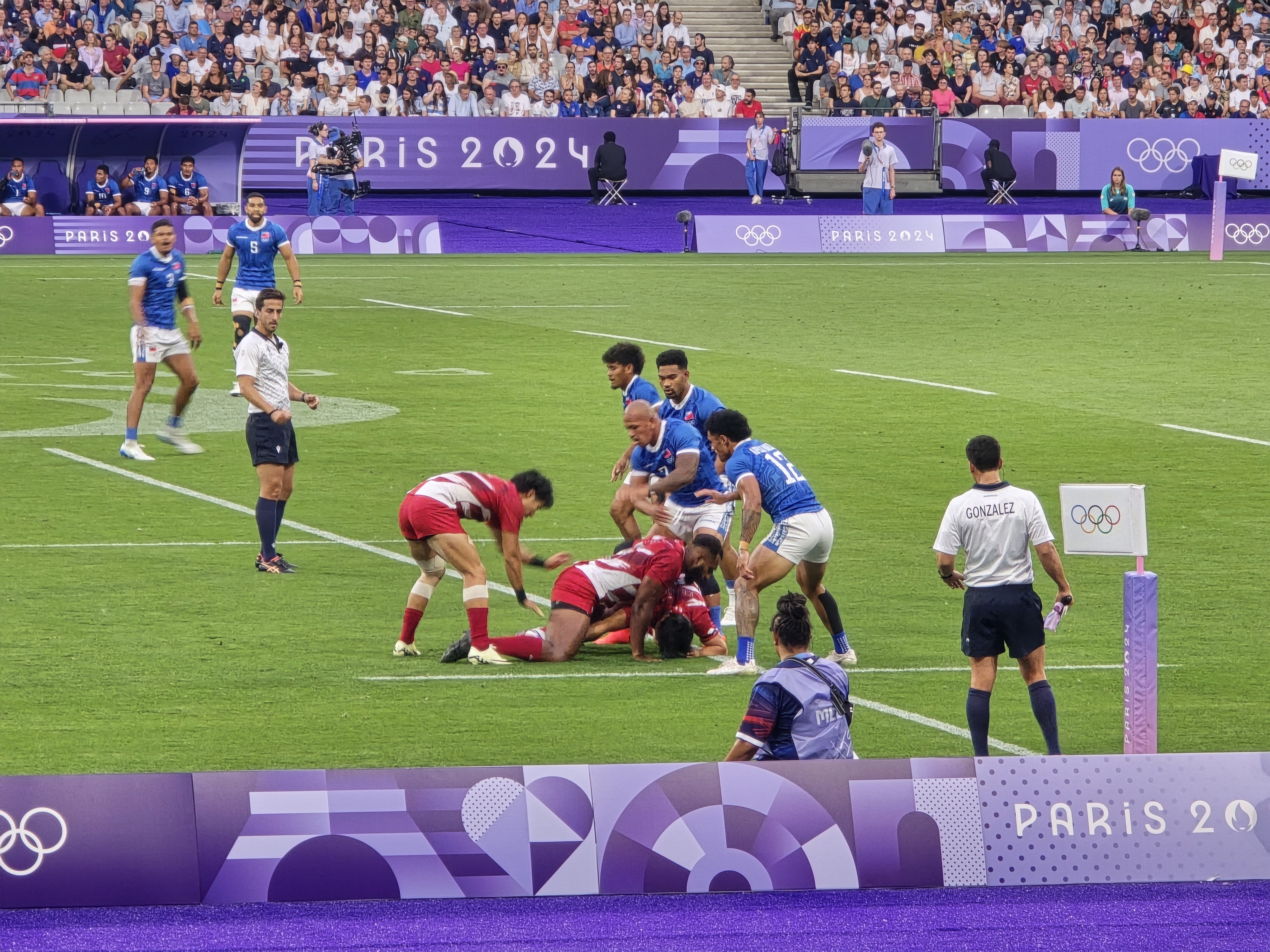
Paket beim Siebener-Rugby während eines Spiels zwischen Samoa und Japan

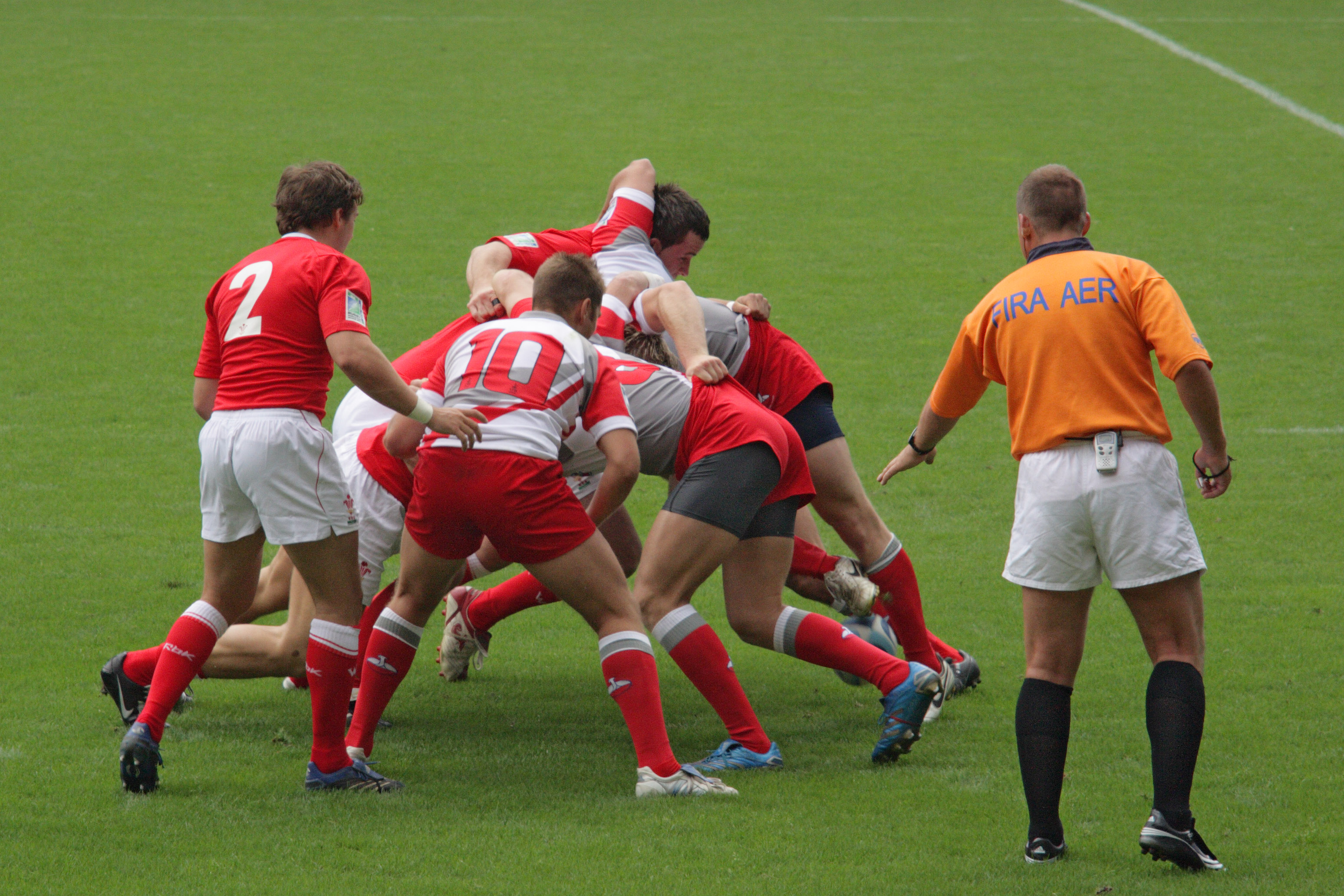
Gedränge beim Siebener-Rugby während eines Spiels zwischen Polen und Wales

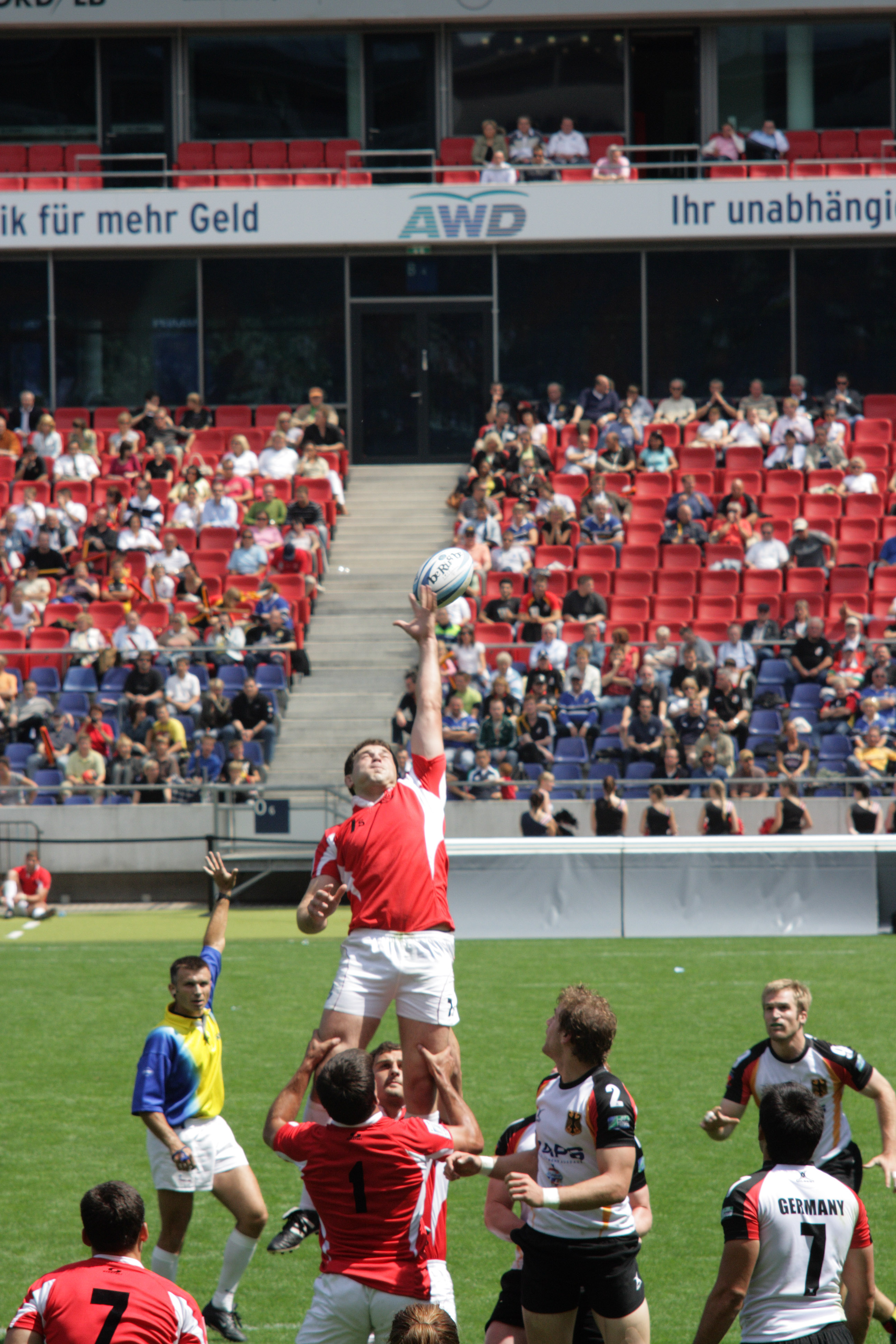
Gasse beim Siebener-Rugby während eines Spiels zwischen Deutschland und Georgien

Siebener-Rugby wird vom Weltverband World Rugby gefördert und besitzt, genau wie Rugby Union, ein offizielles Regelwerk. Die Grundlage bildeten die Rugby-Union-Regeln, das Spielfeld besitzt somit dieselbe Größe.
Die Dauer eines Spiels wird jedoch auf 2 mal 7 Minuten mit einer Minute Halbzeitpause beschränkt. Auf diese Weise können Siebener-Rugby-Turniere an einem Tag oder einem Wochenende veranstaltet werden. Durch die verringerte Spielerzahl bei gleicher Platzgröße hat die angreifende Mannschaft einen Vorteil und Punkte werden häufiger erzielt. Weil unter den gegebenen Rahmenbedingungen der Ballbesitz wichtiger ist als Feldvorteile, führt im Gegensatz zum Rugby Union die punktende Mannschaft den Ankick aus. Erhöhungtritte und Straftritte müssen per Dropkick ausgeführt werden. Gasse und Gedränge, mit jeweils fester Anzahl von drei Spielern, sind Standardsituationen des Spiels, wobei bei einigen Vergehen statt eines Gedränges ein Freitritt verhängt wird.
So gut wie alle Siebener-Rugby-Spieler spielen auch Rugby Union. Meist bestehen Mannschaften im Siebener-Rugby aus Spielern der im Rugby Union üblichen Hintermannschaft und den Dritte-Reihe-Stürmern, da diese für das schnellere und laufintensivere Spiel körperlich besser geeignet sind und über eine bessere Ballbehandlung verfügen.

## Geschichte

### Erfindung und Entwicklung

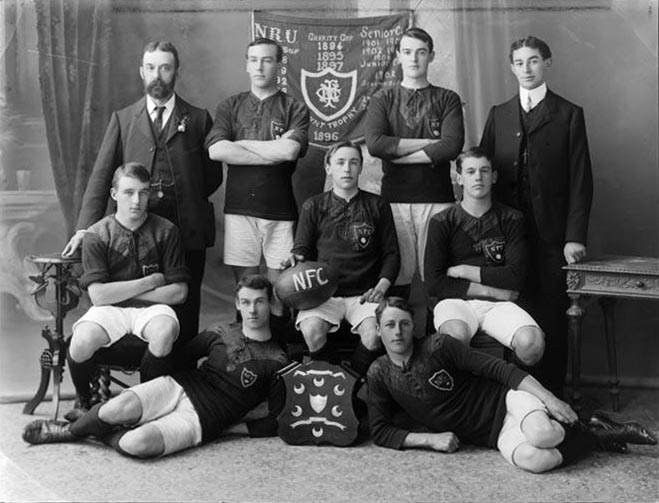
Siebener-Rugby-Mannschaft des Nelson FC im Jahr 1906

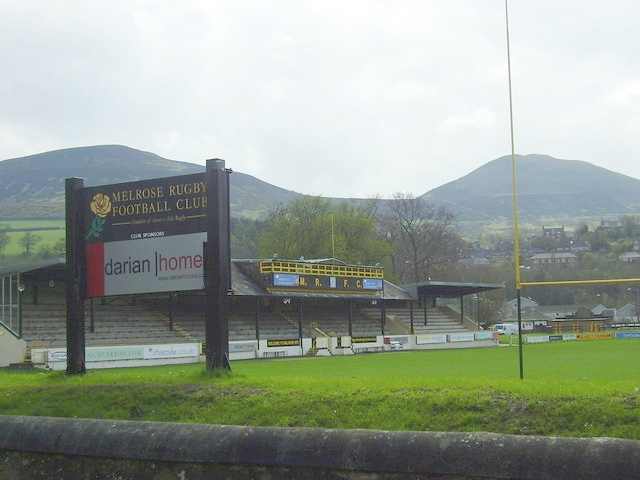
Spielpark des Melrose RFC, die Gründungsstätte des Siebener-Rugby

Erfunden wurde das Siebener-Rugby 1883 von Ned Haig, einem Metzger aus der schottischen Stadt Melrose. Gedacht war es als einmalige Aktion, um Geldmittel für den örtlichen Rugby-Union-Verein zu beschaffen, doch die Idee fand beim Publikum Anklang. Das erste offiziell vom Weltverband unterstützte Spiel fand 1973 im Murrayfield Stadium in Edinburgh zum hundertjährigen Jubiläum des schottischen Rugby-Verbandes statt. Drei Jahre später fand zum ersten Mal das Hong-Kong-Sevens-Turnier statt, bis heute das traditionsreichste Turnier innerhalb des Siebener-Rugby.
Die Siebener-Rugby-Weltmeisterschaft wurde erstmals 1993 ausgetragen. Sie wird seitdem alle vier Jahre ausgetragen, wobei die für das Turnier qualifizierten Nationalmannschaften um die Melrose-Cup-Trophäe spielen.
Weitere wichtige Wettbewerbe, in denen Siebener-Rugby gespielt wird, sind die Commonwealth Games und die Olympischen Spiele. Der Weltverband veranstaltet zudem über mehrere Monate hinweg eine Reihe von Turnieren in Städten auf der ganzen Welt, die in die Endauswertung der World Rugby Sevens Series einfließen. Nach dem gleichen Prinzip veranstaltet der europäische Kontinentalverband Rugby Europe eine europäische Turnierserie.
In Deutschland wird Siebener-Rugby auf vielen Turnieren gespielt. Hier besteht vor allem die Möglichkeit für junge und kleine Vereine, die über keinen großen Spielerkader verfügen, wertvolle Spiel- sowie Turniererfahrung zu sammeln. Auch die Deutschen Meisterschaften im Schul- und Hochschul-Rugby werden im Siebener-Rugby ausgetragen. Seit 1996 gibt es eine Deutsche Meisterschaft im Siebener-Rugby für Männer, vier Jahre später wurde der gleiche Wettbewerb für Frauenmannschaften eingeführt und 2006 gründete sich die Mitteldeutsche 7er-Meisterschaft als eigenständige Liga.

### Olympische Spiele
Nachdem Rugby Union 1924 letztmals Teil der Olympischen Sommerspiele war, wurde seit dessen Etablierung über die Aufnahme des Siebener-Rugby in das olympische Programm diskutiert. Der Weltverband verwies unter anderem auf die große Beliebtheit bei Zuschauern und die Möglichkeit für kleine Nationen wie Fidschi oder Samoa, in diesem Sport erfolgreich zu sein. Das Internationale Olympische Komitee (IOC) verweigerte jedoch letztmals im Juli 2005 die Aufnahme. Im Vorfeld der Entscheidung hatte der Schweizer Vertreter des IOC, Denis Oswald, mit der Äußerung für Aufsehen gesorgt, dass er zwar kein Rugby-Spezialist sei, jedoch von Leuten aus dem Sport erfahren habe, dass Siebener-Rugby eine Art Witz darstelle. Oswald erklärte später, er habe noch nie ein Rugby-Spiel gesehen. Als Reaktion auf Kritik während der Bewerbungsphase richtete man auch eine Turnierserie für Frauen ein.
Im August 2009 schlug die Exekutive des IOC die Aufnahme von Siebener-Rugby und Golf in das Programm der Olympischen Spiele 2016 vor. Diesem Vorschlag wurde auf der Vollversammlung des IOC am 9. Oktober 2009 in Kopenhagen zugestimmt. Am 8. August 2016 krönte sich das Team aus Australien im Finale gegen Neuseeland zum ersten Olympiasieger im Siebener-Rugby der Damen. Am 11. August 2016 gewann Fidschi das Finale gegen Großbritannien im Siebener-Rugby der Herren und holte damit die erste olympische Medaille für Fidschi. Bei den Olympischen Spielen 2020 konnte sich das Damenteam aus Neuseeland am 31. Juli 2021 im Finale gegen Frankreich durchsetzen, während Fidschi im Herrenturnier am 28. Juli 2021 mit der Titelverteidigung gegen Neuseeland eine weitere olympische Goldmedaille holen konnte.
Damen:
| 2016 | Rio de Janeiro | Australien | 24–17 | Neuseeland | Kanada             | 33–10 | Großbritannien |
| 2020 | Tokio          | Neuseeland | 26–12 | Frankreich | Fidschi            | 21–12 | Großbritannien |
| 2024 | Paris          | Neuseeland | 19–12 | Kanada     | Vereinigte Staaten | 14–12 | Australien     |

Herren:
| 2016 | Rio de Janeiro | Fidschi    | 43–7  | Großbritannien | Südafrika   | 54–14 | Japan          |
| 2020 | Tokio          | Fidschi    | 27–12 | Neuseeland     | Argentinien | 17–12 | Großbritannien |
| 2024 | Paris          | Frankreich | 28–7  | Fidschi        | Südafrika   | 26–19 | Australien     |